# Neume

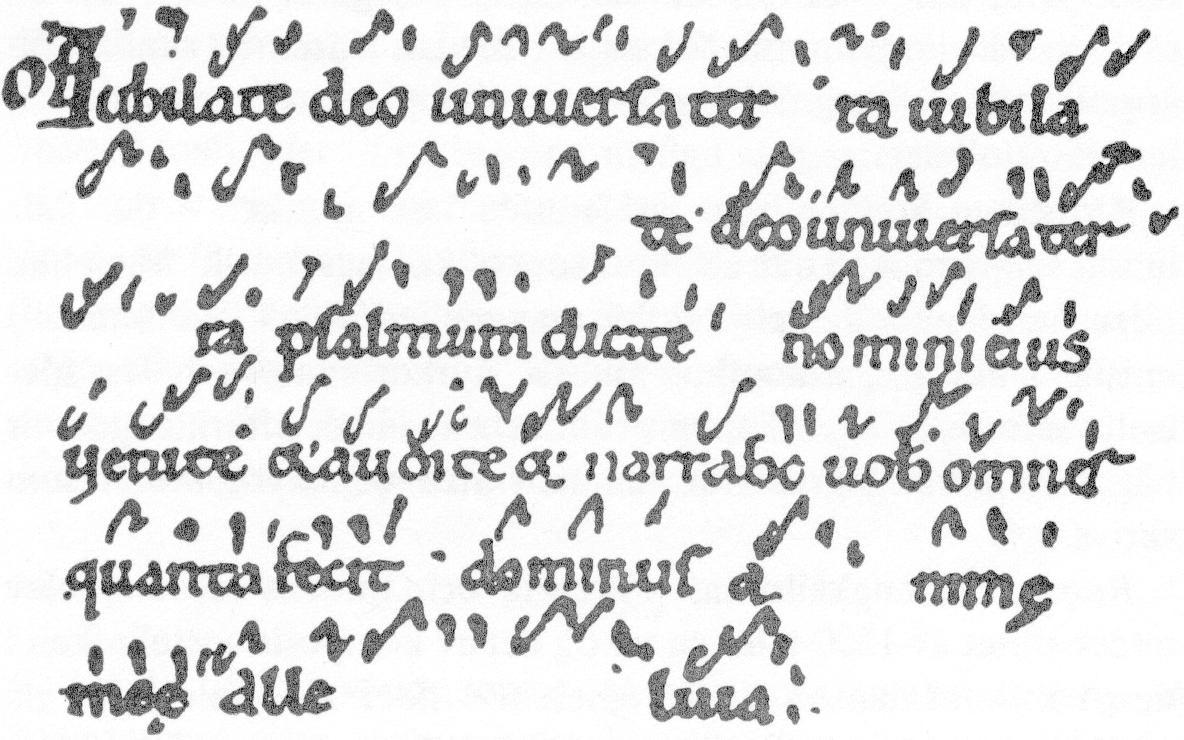
Neumes originaux.

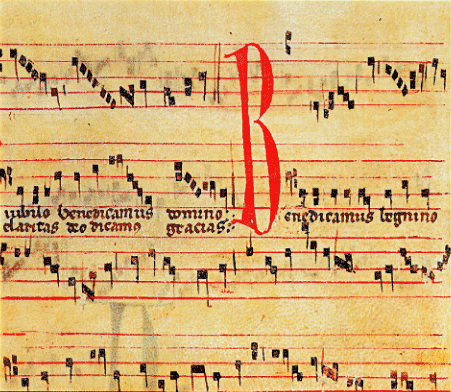
Notation neumatique carrée.

On appelle neumes (du grec ancien νεῦμα / neûma « inclinaison », sans lien étymologique avec πνεῦμα / pneûma « esprit », malgré l’étymologie médiévale) des signes de notation musicale décrivant de petites formules mélodiques appliquées à une syllabe. À l’origine, ils indiquaient d’une manière peu précise les « inclinaisons », c’est-à-dire les inflexions de la mélodie, d’où leur nom. Ils furent en usage à partir du IXe siècle et durant tout le Moyen Âge, jusqu'à la généralisation de la portée moderne à cinq lignes. La notation neumatique carrée, calquée sur celle de la fin du XIIe début du  XIIIe siècle, sur les portées à quatre lignes, reste utilisée dans les éditions modernes de plain-chant, c’est-à-dire essentiellement le chant grégorien.
Le neume transcrit une formule mélodique et rythmique appliquée à une syllabe (une même syllabe pouvant recevoir plusieurs neumes, dans le chant mélismatique). Contrairement à l'approche moderne, l'élément de base pour le chant grégorien (que ce soit pour son analyse ou son interprétation) n'est pas la note de musique, mais le neume.
On désignait également autrefois par « la neume » (au féminin) le grand mélisme qui suit l'Alléluia, et plus généralement, tous les mélismes des pièces grégoriennes et émis d'un seul souffle. Ce terme tend à être à présent désuet, le terme « neume » étant plutôt réservé aux neumes élémentaires.

## Différents neumes
| Punctum          | Virga                            | Bivirga                          | Punctum inclinatum                 |
| Podatus (ou Pes) | Clivis (ou Flexa)                | Epiphonus                        | Cephalicus                         |
| Scandicus        | Salicus                          | Climacus                         | Ancus                              |
| Torculus         | Porrectus                        | Torculus Resupinus               | Porrectus Flexus                   |
| Pes subpunctis   | Scandicus subpunctis             | Scandicus flexus                 | Climacus resupinus                 |
| Strophicus       | Pes strophicus                   | Clivis strophica vel cum Orisco  | Torculus Strophicus vel cum Orisco |
| Pressus          | alii Pressi vel neumae appositae | alii Pressi vel neumae appositae | Trigon                             |
| Quilisma         | Quilisma                         | Neumae longiores seu compositae  | Neumae longiores seu compositae    |

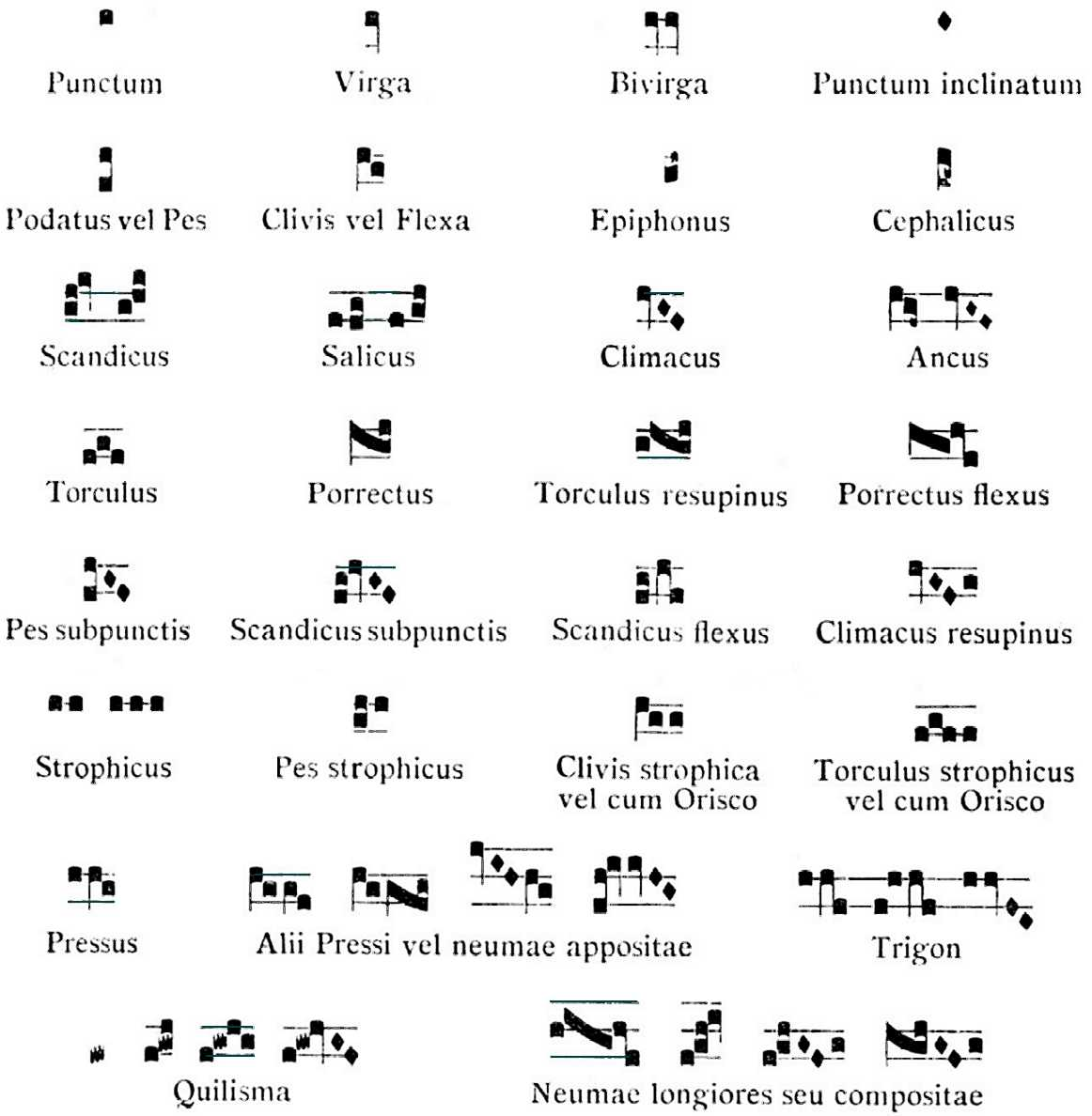

Les neumes décrivent des petites formules mélodiques appliquées à une syllabe, chaque type de neume correspondant à une figure mélodique et surtout rythmique particulière. Le moine théoricien (et compositeur) Hucbald de Saint-Amand (v.850-930) fait allusion, dans sa Musica (v. 885) au caractère rythmique et ornemental des neumes, notés sans ligne (in campo aperto) à son époque.
Ces vers du Moyen Âge donnent une liste de neumes (incomplète, quoi qu'elle en dise) :
Epiphónus stróphicus,
Punctum porréctus oríscus,
Vírgula, cephálicus,
Clinis, quilísma, podátus,
Scándicus et sálicus,
Climátus, tórculus, ancus
Et pressus minor ac major,
Non plúribus utor.
Voir les articles spécialisés pour une description de chaque neume.
Neumes de base :
- Punctum et Virga
- Clivis (ou Flexa)
- Podatus (ou Pes)
- Climacus
- Scandicus et Salicus
- Torculus
- Porrectus

Neumes spécialisés :
- Quilisma
- Stropha ou Strophicus
- Pressus
- Bivirga
- Trigon
- Oriscus
- Notes liquescentes

Neume composé

## Notation du chant grégorien
Au départ, seul le texte liturgique est noté sur le graduel. Les mélodies sont exclusivement transmises oralement.

### Neumes
Au IXe siècle, apparaissent les neumes. (Il n'existe aucun témoignage de la présence de neumes au VIIIe siècle. Les plus anciennes traces de neumes — peut-être même ajoutées après coup — se retrouvent dans un manuscrit d'origine allemande daté par le Pr Bernard Bischoff de 829 environ.) Il s'agit d'un ensemble de signes, généralement notés au-dessus du texte, et permettant au chantre de « retrouver » une mélodie primitivement mémorisée « d'oreille », mais sans indications précises des intervalles ou de la hauteur des notes. Cette première notation musicale n'inclut pas d'indication rythmique, du moins de manière relative dans un groupe de neumes. Elle n'indique pas non plus de « tempo » régulier et constant tout au long d'une pièce.
La forme graphique des neumes provient des marques d’accents utilisés par les grammairiens. Ils héritent ainsi d’une tradition qui — dans son principe — remonte jusqu’à la Grèce antique. Cependant, il semble que la notation cursive des neumes est une création propre des grammairiens latins.
Les plus anciennes notations par neumes apparaissent vers l'an 850. La notation accentuée repose fondamentalement sur l’utilisation de deux accents simples :
- L’accent grave \ tracé du haut vers le bas, indique que la syllabe est prononcée sur une note plus grave que le reste.
- L’accent aigu / tracé de bas en haut, indique au contraire que la syllabe est prononcée sur un ton plus aigu que le reste.

L’accent aigu tombe sur la syllabe accentuée, et l’accent grave dénote les cadences, sur les finales d’incises et les fins de mots. Dans la déclamation d’un texte liturgique, suivant la prononciation du latin en usage au Moyen Âge, les syllabes subordonnées sont émises sur un ton neutre.
L’accent aigu a finalement donné la virga, conservant sa forme plutôt verticale. L’accent grave isolé tend à se rapprocher de l’horizontale, se simplifiant en un petit trait (tractulus) ou un simple point (punctum).
Ces accents peuvent être combinés pour noter des groupes mélodiques portant sur une même syllabe :
- /\ (clivis) Aigu et grave (l’accent circonflexe) traduit la succession de deux notes, la première plus haute que la seconde.
- \/ (podatus) Grave et aigu (accent anti-circonflexe) correspond à la succession de deux notes, la première plus grave que la seconde.
- /\/ (porrectus) un groupe de trois notes successivement aiguë, grave puis aiguë.
- \/\ (torculus) trois notes successivement grave, aiguë et grave.

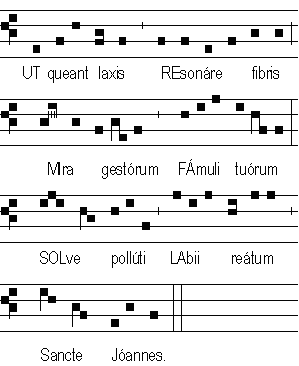
Origine des notes de la gamme : Hymne à Saint-Jean Baptiste, de Guy d'Arezzo, qui a servi à nommer les notes de la gamme.

Sur le même principe, des groupes plus complexes de quatre ou cinq modulations peuvent être construits : /\/\ porrectus flexus, \/\/ torculus resupinus, etc.
Dans la notation syllabique, les notes sont qualifiées de « graves » ou « aiguës » par rapport à la ligne mélodique des autres syllabes. En revanche, dans la notation des syllabes modulées, les variations de hauteur sont repérées par rapport au reste du groupe, indépendamment de la hauteur de ce groupe par rapport au reste de l’incise.
D'autres signes conventionnels vinrent compléter cette notation, aboutissant à la liste classique des neumes. Cette notation rendait bien compte du rythme, et donne des indications grossières sur la ligne mélodique (montée ou descente), mais non sur la hauteur et les intervalles de chant.

### Évolution de la notation
À partir du XIe siècle, on assiste aux prémices de la notation solfégique qui connaîtra plusieurs formes successives jusqu'à la Renaissance, où, en ce qui concerne le chant grégorien, elle se figera sous sa forme définitive : la notation carrée sur portée de quatre lignes.
La notation des hauteurs sur la portée à quatre lignes est due à Guy d'Arezzo, vers 1030. En s'inscrivant sur cette portée, les neumes se déforment et évoluent progressivement d'une notation initialement cursive vers une notation gothique (avec l'apparition des lignes) qui donnera finalement la notation carrée classique, encore utilisée de nos jours.
Outre les accents aigus et graves, la notation accentuée utilisait un certain nombre de signes conventionnels, pour marquer la nature particulière d'une articulation (notes liquescentes), ou des effets vocaux particuliers (pressus, quilisma, strophicae).
De plus un certain allongement de la note est généralement marqué par un petit trait horizontal nommé épisème (littéralement, signe placé au-dessus).

## La portée

### Clefs
Les neumes sont tracés sur une portée de quatre lignes, sur laquelle les lignes et interlignes indiquent la hauteur des notes qui y sont tracées (comme pour la portée moderne de cinq lignes). Une clef, répétée au début de chaque ligne, indique la position du do (clef d'ut) ou du fa (clef de fa).
Cette notation est un reste de la notation par lettre, qui attribuait A=la, B=si, et ainsi de suite jusqu'à G=sol: La clef d'ut est un C carré, et la clef de fa est un F déformé.
La clef donne la répartition des tons et demi-tons : la ligne de la clef est au-dessus d'un demi-ton, le demi-ton suivant étant une quarte au-dessus (clef d'ut) ou au-dessous (clef de fa). La clef peut théoriquement se rencontrer sur l'une quelconque des quatre lignes. En pratique, la clef d'ut ne se rencontre pas sur la première ligne, et la clef de Fa ne se rencontre guère que sur la troisième (et parfois sur la quatrième). Une clef de fa sur la première ligne est l'équivalent d'une clef d'ut sur la troisième, notation que l'on privilégie.

Quand tous les si d'une pièce sont bémols (ce qui arrive notamment dans les premier et sixième modes), ce bémol peut être indiqué à la clef, au pied de la clef d'ut, comme dans les armures modernes (bien que cette notation ne soit pas traditionnelle). Cette clef altérée est en fait équivalente à une clef de sol.
Ces différentes lectures ne doivent pas induire en erreur : la notation grégorienne ne représente pas la hauteur absolue. Dans les trois exemples ci-dessus, s'il faut faire un accompagnement au piano, la troisième ligne sera à peu près à la même hauteur, du la du diapason. En revanche, pour repérer la position des demi-tons et des tons, cette même troisième ligne sera solfiée do dans le premier cas, ré dans le second, et mi dans le troisième, ceci malgré la hauteur identique.
La notation peut s'étendre un ton au-dessus de la première ligne, ou un ton au-dessous de la quatrième. Dans les pièces qui utilisent un grand intervalle (et qui sont, de ce fait, généralement réservées aux solistes), des passages peuvent très exceptionnellement aller une tierce ou une quarte au-delà de l'intervalle normal, au-dessus de la quatrième ligne, ou en dessous de la première. Dans ce cas, on rajoute un fragment de ligne à la portée, au-dessus ou au-dessous suivant le cas, pour situer correctement la hauteur de ces passages.

### Choix de la hauteur
La notation grégorienne note simplement les intervalles entre notes. Contrairement à la notation moderne, ces clefs n'indiquent pas une hauteur absolue : le plain-chant peut toujours être transposé. La hauteur du chant n'est pas absolue, ce qui est normal pour un chant qui se pratique, en principe, sans être accompagné par un instrument de musique.
Le chant grégorien doit toujours être transposé « à la bonne hauteur », en fonction des capacités des interprètes et de l'acoustique du lieu (l'acoustique des architectures romanes brouille souvent les graves, et impose un chant à l'aigu). Pour pouvoir être chanté en foule, la hauteur doit être « moyenne » :
- Pas trop grave, pour que le chant soit suffisamment brillant et audible, y compris dans les passages plus graves.
- Pas trop haute, pour que les basses et les altos ne s’égosillent pas, et que tous puissent chanter sans fatigue.

À titre indicatif, la « teneur » des modes — c'est-à-dire la note autour de laquelle se développe le morceau — qui se situe généralement vers la troisième ligne de la portée (en partant du bas), peut typiquement être chantée au La indépendamment de la nature ou de la position de la clef. Pour une interprétation usuelle, on retient habituellement que le La du diapason (440 Hz) correspond à la troisième ligne, la première ligne étant donc un Ré.

### Altération: Si bémol
Le si peut être bémol, c'est-à-dire abaissé d'un demi-ton. Le bémol est explicitement noté par un petit b placé sur l'interligne du si, immédiatement avant le groupe neumatique recevant l'altération.
L'effet de l'altération dure jusqu'à la fin du mot sur lequel elle porte, ou dans le cas de longs mélismes, jusqu'à la première incise. Le retour au si naturel est normalement implicite, mais peut être marqué par un bécarre en cas de doute.
Dans les notations anciennes utilisant des lettres, le si bémol grave ne pouvait pas être noté. De ce fait, les pièces utilisant un si bémol grave étaient normalement transposées.
Le si est la seule note pouvant recevoir une altération. La tierce mineure de la gamme pentatonique est donc nécessairement notée sur un si, quand la position du demi-ton doit varier à l'intérieur de la même pièce.
Les broderies dans la tierce mineure sont normalement d'un demi-ton par rapport à la note forte en bordure. Une pièce où coexistent des teneurs sur do et la verra donc ses broderies se réaliser sur si bémol quand elles sont émises par rapport au la, et au si bécarre quand elles le sont par rapport au do.

### Guidon
Le guidon (custos en Latin) est un signe traditionnellement placé en fin de ligne, pour indiquer à quelle hauteur commencera le premier neume de la ligne suivante. Il n'est destiné qu'à faciliter la lecture, et ne doit jamais être interprété musicalement.
En notation carrée, il est systématiquement présent dès que la pièce se poursuit sur une ligne suivante. Dans sa fonction d'aide à la lecture, il n'est réellement utile que quand la mise en page de la pièce impose des coupures au milieu d'une phrase musicale qui doit être interprétée d'un seul élan.

## Les neumes en notation carrée
Dans la notation grégorienne, les notes se présentent en groupes appelés neumes. Tous les neumes sont toujours interprétés de manière liée, le groupement graphique reflétant leur nature de groupe de note.
Un neume (ou un groupe d'éléments neumatiques) s'applique toujours à une syllabe unique. En revanche, une syllabe peut recevoir un neume formé de plusieurs notes, voire de très nombreux neumes (de tels groupements s’appellent des mélismes).
Dans tous les neumes, la hauteur de la note à émettre est marquée sur la portée par un élément graphique. Une note peut être marquée par quatre signes graphiques :
|                                         |                                                                                    |                                                       |                                                                                              |
| *Par un petit carré (le plus fréquent). | *Par un losange (qui s'appelle également punctum, mais ne se trouve jamais isolé). | *Par une sorte de carré barbelé dénotant un quilisma. | *Par le bec supérieur de la hampe qui intervient dans la composition graphique du porrectus. |

Les traits verticaux qui unissent les différentes parties du neume ne servent qu'à guider l'œil et marquer l'unité du neume.
Changement de forme des neumes
Le nom du neume ne dépend que du sens de variation de la mélodie, non de l'intervalle entre les notes, qui peut être plus ou moins grand.
En dehors des podatus d'intonation, les intervalles à l'intérieur d'un neume ne dépassent que rarement la tierce, pratiquement jamais la quarte.
Graphiquement, les éléments du neume sont ajustés sur la portée, en fonction de l’intervalle qui doit être chanté. En particulier, le torculus et le porrectus ne finissent pas nécessairement sur la note initiale, mais peuvent finir plus haut ou plus bas.
Lecture des neumes
Les groupes se lisent de gauche à droite. Les seules formes dont la lecture n’est pas évidente sont :
- Le podatus, de deux notes : La note inférieure doit être lue avant la note supérieure ;
- Le porrectus de trois notes : La première note est située au sommet de la hampe pointue, la deuxième au pied du « toboggan », et la troisième au-dessus de la deuxième, comme pour un podatus.

La figure ci-contre donne la lecture de ces deux neumes sous forme de croches classiques.

### Les épisèmes
Ces éléments portent d’une manière générale le nom d’épisèmes, c’est-à-dire signes (seme) placés autour (epi) de la note. Ils ne font pas partie de l'édition vaticane officielle, mais traduisent la pratique de Solesmes au début du XXe siècle. Ces signes ne sont jamais indiqués pour des raisons d'esthétique musicale, mais pour éviter une déclamation fautive, qui risquerait de tomber dans le vide s'il était interprété sans ce ralentissement. De même que pour des panneaux de circulation, ils sont surtout destinés à attirer l'attention des conducteurs pressés ou novices. Dans la mesure où la bonne exécution de la phrase musicale doit se plier à la bonne diction du texte, et à la logique modale, ces ralentissements sont de toute manière imposés par le texte lui-même et la ligne musicale.
Les indications rythmiques apportées par Solesmes sont :
- L’épisème horizontal. Un trait horizontal surmontant une note ou un élément neumatique (ou parfois en dessous) signifie que cet élément doit être élargi, c’est-à-dire interprété avec un léger accent de durée.
- L’épisème vertical. Un trait vertical sous une note (ou parfois au-dessus) indique que cette note est un appui rythmique.
- Le point Mora. Un petit point à la suite d'une note (punctum mora) signifie que cette note est un élément rythmique autonome, et porte à la fois son impulsion et son temps de relaxation. Sa durée est donc à peu près double de celle d'une note normale.

L'élargissement marqué par l'épisème horizontal est déjà présent dans les écritures neumatiques cursives, mais la transcription par Solesmes n'a pas été systématique.
Les deux autres formes d'épisèmes sont des indications rythmiques datant de l'interprétation rythmique fondée sur les ictus et les groupes binaires et ternaires, théorie primitive et très artificielle qui a été largement affinée par la suite.

### Point mora
Le point mora souligne le plus souvent les ralentissements rythmiques en fin de phrases ou d'incises. Sa position à cet endroit est en fait redondante : la dernière note d'un segment de phrase est toujours un rythme autonome, et on peut donc toujours la lire comme si elle avait un point mora.
On le trouve également souvent sur les neumes précédant le quilisma. Ici encore, sa position est ici redondante, puisque le quilisma impose par lui-même un ralentissement sur le neume qui le précède.
On le trouve enfin plus rarement sur une virga isolée en début de groupe. Cette indication (importante, mais non systématique) rappelle que la virga ainsi pointée et la première note du neume suivant doivent toutes les deux recevoir un accent (ce qui est systématiquement le cas pour une virga dans cette position).
Comment ralentir au point mora
Le terme de « doublement » associé au point mora prête à confusion et est une source d’interprétation erronée. Cette indication ne correspond pas à la différence moderne entre « croche » et « noire » : il ne s'agit pas d'une variation brusque de vitesse. Le point mora indique une mora vocis, un repos de la voix. C’est avant tout une note dont la valeur est « augmentée », c’est-à-dire particulièrement mise en relief dans la phrase musicale.
Pour éviter une discontinuité dans la vitesse d'exécution, et insérer avec naturel et dans un mouvement lié cette durée augmentée dans la phrase globale, le point mora indique également (mais implicitement) que le groupe qui précède supporte une préparation (il faut ralentir avant la note pointée) et que le groupe suivant se traduit par une reprise du mouvement.
Dans l’alternance rythmique entre appuis et élan (les ictus de Dom Moquereau), cette mise en relief correspond à un passage par l’équilibre, un petit instant d’immobilité. Ceci a pour conséquence que l'accent d’une note avec point mora est autonome : c’est un point d’appui de réception, marquant le terme d’un ralentissement du mouvement, qui sera suivi d’un autre point d’appui correspondant à la reprise du mouvement.
Enfin, dans la mesure où les appuis rythmiques se succèdent à intervalle à peu près réguliers, le plus généralement toutes les deux ou trois notes, la note qui reçoit le point mora sera allongée, pour éviter que l’appui rythmique suivant sur la note de reprise ne soit trop rapproché.
L’idée de « doublement » associée au point mora n’est donc qu’une conséquence assez lointaine et approximative de sa signification réelle.

### Discographie
- Credo, chants grégoriens, Schola Regina (chef de chœur : Philippe Nikolov), Olivier Willemin, Jean-Paul Imbert et Pierre Thiollet, organistes, Universal Music, 2011.